# Şəki (Rayon)
Şəki, auch Scheki, ist ein Rayon in Aserbaidschan. Der Bezirk umschließt die gleichnamige Stadt.

## Geografie
Der Rayon hat eine Fläche von 2397 km². Der Bezirk liegt in den Ausläufern des Großen Kaukasus und ist teilweise bewaldet. Der Fluss Kish fließt durch den Rayon.

## Bevölkerung
Der Bezirk hat 189.100 Einwohner (Stand: 2021). 2009 betrug die Einwohnerzahl 170.400.

## Kultur

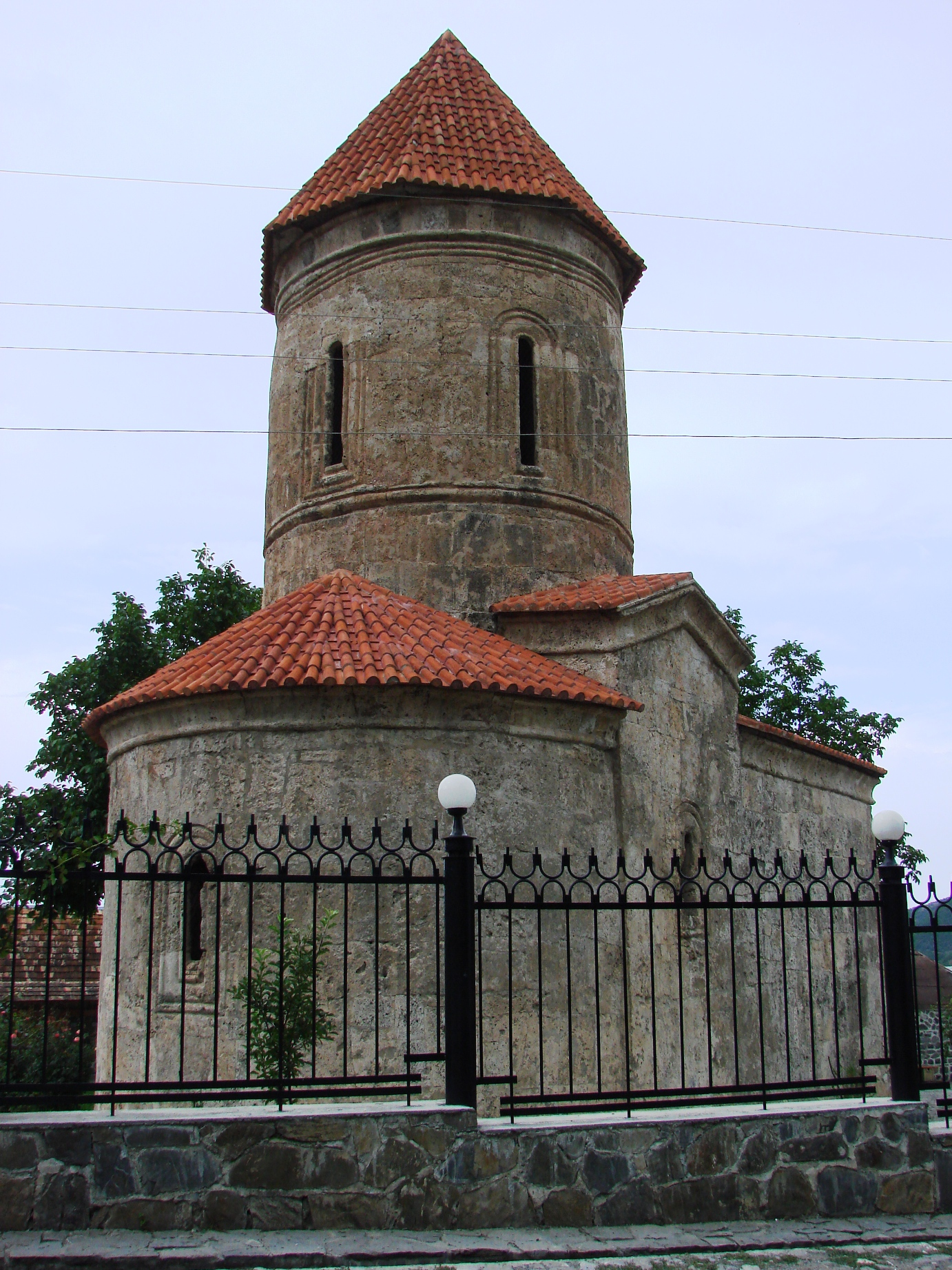
Kirche in der Stadt Kiş

Im Bezirk liegen die Überreste der Festung Gelersen-Gerersen und alte Kirchen aus der Zeit Albanias in den Dörfern Orta Zeizit und Kish.